# フアン・セニョール
フアン・アントニオ・セニョール・ゴメス（Juan Antonio Señor Gómez、1958年8月26日 - ）は、スペイン・マドリード出身の元同国代表サッカー選手、元サッカー指導者。ポジションはMF。
キャリアの大半をレアル・サラゴサにて過ごし、在籍9年でおよそ400試合弱の公式戦に出場した。また、1980年代のスペイン代表にも選出されており、それぞれ1度のワールドカップとUEFA欧州選手権に参加している。

## クラブ経歴
レアル・マドリードの下部組織にて育成されたが、トップチーム昇格は叶わず、19歳でテルセーラ・ディビシオン (4部相当)のCDシエンポスエロスに加入した。1978年にはセグンダ・ディビシオンのデポルティーボ・アラベス、1981年にはレアル・サラゴサへと移籍した。サラゴサではラ・リーガ通算304試合出場54ゴールという記録を残した。
サラゴサ加入2シーズン目にはドン・バロン・アワードを受賞。同時にスペイン代表にも初めて選出された。1986-87シーズン、リーグ戦43試合で11ゴールを挙げ、クラブのリーグ5位フィニッシュに大きく貢献。この1986年にはコパ・デル・レイ優勝も果たしている。
1989-90シーズン終了時、定期的に実施されるメディカルチェックにて心臓疾患が発見され、現役引退を余儀なくされた。現役引退後は、指導者となり、スペイン下位リーグのクラブを率いた。

## 代表経歴
スペイン代表通算41試合6得点。1982年10月26日のアイスランド代表戦でフル代表デビューを果たすと、以降代表に定着し、準優勝に終わったUEFA欧州選手権1984と1986 FIFAワールドカップに参加した。前者の欧州選手権ではレギュラーとして活躍し、フランス代表との決勝戦にも先発フル出場した。

## タイトル
レアル・サラゴサ
- コパ・デル・レイ : 1回 (1985-86)